# Dvorský les
Der Dvorský les (deutsch Höfelbusch, auch Hoflbusch) ist die höchste Kuppe des Rehorngebirges (Rýchory). Das Bergmassiv liegt etwa 3,5 km südwestlich der Stadt Schatzlar (Žacléř), etwa 10 km nördlich von Trutnov  (Trautenau) und ca. 6 km östlich von Janske Lazne (Johannisbad).
Der Berg ist am südöstlichen Rand des Riesengebirges gelegen und hat daher steile Abhänge Richtung Süden. Im Nordwesten verbindet ihn ein 1,5 km langer Kamm mit der Rehornbaude (Rýchorska bouda) und dem Quetschenstein. Das südliche Vorgebirge des Höfelbuschs besteht aus Sklenářovický vrch, Seifenberg, Kesselberg, und Bartenbusch (Bártův les). Östlich des Hofbuschs befindet sich der Steinhübel (Kámen) oberhalb von Schatzlar.
Der Höfelbusch wird von Bächen entwässert, die entweder von links direkt in die Aupa (Úpa) münden, oder indirekt über den Weisseltbach (Sněžný potok) und den Litschebach (Ličná).

## Besteigung
Von Schatzlar aus kann man der gelben Markierung dem Weiseltbachtal folgen, am Weißen Kreuz mit grüner Markierung weiter über das Rehornkreuz zur Rehornbaude und mit roter Markierung auf den Gipfel des Höfelbuschs steigen. Alternativ kann man den Höfelbusch von Jungbuch (Mladé Buky) aus über das Glasendorfer Tal besteigen.

## Bauten
Am Nordosthang befinden sich die Weisselthäuser (Sněžné domky), zwei Berghütten mit Blick auf das Braunauer Bergland.
Über die Höhen des Hofbuschs zog sich die Linie von Objekten des Tschechoslowakischen Walls gegen Nazi-Deutschland. Die Linie überquert den Gipfel von Südost nach Nordwest. Im Südosthang auf einer Höhe von ca. 800 Metern befindet sich ein Bunker T-S 82, das westlichste vollendete Objekt schwerer Befestigung.
Am Südhang des Höflbuschs, im Tal des Glasendorfer Bachs (auch Altwasser genannt)
, befindet sich das wüste Dorf Glasendorf (Sklenářovice). Das Dorf wurde durch Vertreibung seiner deutschsprachigen Einwohner entvölkert und verfiel.